# 李道伝
李 道伝（り どうでん、乾道6年（1170年）- 嘉定10年10月8日（1217年11月8日））は、中国南宋時代の儒学者。字は貫之。諡号は文節。隆州井研県の出身。父は李舜臣、兄弟に李心伝・李性伝、子に李達可・李当可・李献可がいる。

## 略歴
慶元2年（1196年）の科挙では進士となった。北方よりの金の圧迫に反抗し、失地回復を為す事を主張した。また、嘉定8年（1215年）に朱子の語を記録した『池録』を編纂した。